# 御幸奈々
御幸 奈々（みゆき なな、1970年10月10日 - ）は、東京都出身のストリッパー、林企画所属。
血液型A型、身長150cm、スリーサイズB78W59H86、愛称はななきち。「踊る妖精」という異名を持つ。
1991年4月21日新宿ニューアートにてデビュー。 